# Eloeophila hidana
Eloeophila hidana är en tvåvingeart som först beskrevs av Alexander 1970.  Eloeophila hidana ingår i släktet Eloeophila och familjen småharkrankar. Inga underarter finns listade i Catalogue of Life.